# 聖菲牧場 (加利福尼亞州)
聖菲牧場（英語：Rancho Santa Fe）是位於美國加利福尼亞州聖地牙哥縣的一個人口普查指定地區。

## 地理
聖菲牧場的座標為33°01′26″N 117°12′00″W / 33.02389°N 117.20000°W，而該地最高點為海拔高度75米（即246英尺）。

## 人口
根據2010年美國人口普查的數據，聖菲牧場的面積為17.581平方千米，當中陸地面積為17.392平方千米，而水域面積為0.189平方千米。當地共有人口3117人，而人口密度為每平方千米177人。